# Бурзаева, Софья Ивановна
Софья Ивановна Бурзаева (Рощина) — лётчица, участница Великой Отечественной войны, первый штурман 46-го гвардейского ночного бомбардировочного Таманского полка, гвардии лейтенант.

## Биография
Перед войной Софья Бурзаева окончила Херсонскую школу лётную школу Осоавиахима. Работала лётчиком-инструктором.
В 1941 году вступила в ряды Красной Армии. Была направлена к Марине Михайловне Расковой, занимавшейся формированием женских авиаполков. С октября 1941 года проходила ускоренный курс обучения штурманов в Энгельсской военной авиационной школе пилотов. Подготовленных штурманов тогда было крайне мало. Из всех девушек полка только Софья и Лариса Розанова имели довоенную штурманскую подготовку.
По окончании учёбы Софья Бурзаева была назначена штурманом 588-го авиационного полка.
23 мая 1942 года в составе полка Софья вылетела на фронт. 27 мая прибыла к месту назначения. Первое время проходили только ознакомительные полёты к линии фронта, отшлифовывалась техника вождения машин в свете прожекторов. 17 июня состоялся первый вылет лётчиц. В нём принимали участие три экипажа. Самолёт экипажа Бершанская—Бурзаева взлетал первым. За ним шли экипажи Амосовой—Розановой и Ольховской—Тарасовой.
Нервы у летчицы и штурмана были напряжены до предела. Обе — само внимание. Бершанская, чуть крепче чем обычно сжимая ручку управления, внимательно осматривалась по сторонам, пытаясь запомнить каждую деталь. В любую минуту могли вспыхнуть прожекторы, загрохотать зенитки. Тогда наблюдать будет невозможно — прожекторы ослепят, ничего не увидишь.
Штурман сбросила за борт светящуюся авиабомбу — САБ. Местность под самолётом стала видна как на ладони. Чёрными пятнами выделялись горы околоугольной породы, силуэты разбросанных домиков напоминали спичечные коробки. А чуть в стороне — какие-то строения. Там должен быть вражеский штаб. Штурман вывела самолёт точно на цель. Суматошно заметались лучи прожекторов, спеша поймать в свои щупальца маленький самолёт.

— Почему молчат зенитки? Почему не стреляют? — громко спрашивает Бершанская. 
 А штурман уже даёт команду:

— Подвернуть вправо! Ещё на пять градусов! Хорошо! Держать боевой курс!
Летчица тщательно выдерживает скорость и высоту, чтобы штурман могла лучше прицелиться.

Бурзаева замирает. Есть! Ниточка прицела легла на намеченную точку. Штурман плавно нажимает рычаг бомбосбрасывателя и откидывается на спинку сиденья. Какую-то долю секунды сидит неподвижно, потом наклоняется за борт кабины, чтобы рассмотреть, куда угодили бомбы. Вспышка. Взрыв! Самолёт подбросило. Бершанская плавно развернулась и ушла от цели. (М.П.Чечнева «Боевые подруги мои»)
Софья Ивановна участвовала в битве за Кавказ, освобождении Кубани, Крыма. Она считалась в полку лучшим штурманом. Кроме боевых заданий, занималась также штурманской подготовкой с вновь прибывшим пополнением. Учить новобранцев доверяли лишь самым опытным девушкам-штурманам — Бурзаевой, Розановой, Рудневой.
Мать и младшая сестра Софьи жили в тыловом городе Армавир. У них всегда останавливались девушки, которым приходилось перегонять самолёты на ремонт. Именно в Армавире находились мастерские по ремонту их маленьких самолётов По-2.
В июле 1943 года Софья Бурзаева выбыла из строя по болезни. Вместо неё штурманом полка назначили Евгению Рудневу.
К моменту окончания службы на счету Софьи Бурзаевой было более 700 лётных часов.
После окончания войны вышла замуж за Героя Советского Союза Льва Рощина. Во время войны он также был лётчиком. Вместе воспитывали сыновей.
В 1958 году Рощин погиб в авиакатастрофе под Минском, испытывая новый реактивный самолёт.